# 歐塞奇鎮區 (堪薩斯州波旁縣)
歐塞奇鎮區（英語：Osage Township）為位在美國堪薩斯州波旁縣的鎮區。2010年美国人口普查中該鎮區人口有354人。

## 地理
歐塞奇鎮區涵蓋面積125.33平方（48.39平方英里），境內無城市設立。

### 墓園
根據美國地質調查局的資料，此鎮區擁有4座墓園：
- 巴恩斯維爾墓園（Barnesville Cemetery）
- 費爾維尤墓園（Fairview Cemetery）
- 梅普爾格羅夫墓園（Maple Grove Cemetery）
- 西利伯蒂墓園（West Liberty Cemetery）

### 溪流
通過此鎮區的溪流有：
- 小歐塞奇河
- 菲什溪（Fish Creek）
- 印第安溪（Indian Creek）
- 穆爾斯支流（Moores Branch）

而菲什溪、印第安溪和穆爾斯支流最後皆注入於小歐塞奇河。

### 機場
- 埃默森機場（Emmerson Airport）
- 萊昂飛行場（Lyons Field）

## 人口統計
根據2010年美國人口普查，歐塞奇鎮區人口有354人，人口密度為2.82人/平方公里。此鎮區居民之種族有98.31%為白人；0%為非裔美洲人；0.28%為美洲原住民；0%為亞洲人；0%為太平洋島民；0%為其他種族；另外有1.41%為混血種族。而西班牙裔或拉丁裔美洲人佔此鎮區人口的0%。

## 外部連結
- City-Data.com （页面存档备份，存于）
- Bourbon County Maps: Current （页面存档备份，存于）, Historic Collection （页面存档备份，存于）